# Ammoconia rhaeticaria
Ammoconia rhaeticaria är en fjärilsart som beskrevs av Franz Dannehl 1926. Ammoconia rhaeticaria ingår i släktet Ammoconia och familjen nattflyn. Inga underarter finns listade i Catalogue of Life.